# Christine Boyer

Antoine-Jean Gros: Christine Boyer, Öl auf Leinwand, um 1800

Christine Boyer (* 3. Juli 1773 in Saint-Maximin-la-Sainte-Baume; † 4. Mai 1800 in Paris) war die erste Ehefrau von Lucien Bonaparte, Napoléons jüngerem Bruder.

## Leben
Christine Boyer war die Tochter und Erbin eines wohlhabenden Weinhändlers und Gastwirts aus Saint-Maximin-la-Sainte-Baume. Am 4. Mai 1794 heiratete sie den Bruder von Napoleon Bonaparte, Lucien Bonaparte (1775–1840; alias Brutus Marathon), den Abgeordneten und späteren Präsidenten des Rates der Fünfhundert. Die Hochzeit erfolgte von Seiten Luciens nicht zuletzt auf Grund der hohen Mitgift von Mademoiselle Christine Boyer. Die korsische Patrizierfamilie Bonaparte befand sich zu dieser Zeit verarmt im Exil in Südfrankreich. Die Braut entsprach zwar nicht ganz den gesellschaftlichen Erwartungen von Luciens Mutter Laetitia Ramolino, doch söhnte sie sich bald mit der Schwiegertochter aus, weil diese bescheiden und anspruchslos war, ihren Mann liebte und ihm Kinder schenkte.

Jean-Baptiste Isabey: Christine Boyer, Öl auf Holz, um 1799

Aus der gemeinsamen Ehe gingen vier Kinder hervor, von denen nur die beiden Töchter das Erwachsenenalter erreichten.
- Sohn (*/† 1796)
- Filistine Charlotte (1796–1865), Princess de Canino

⚭ 1815 Mario Gabrielli, Marchese di Prossedi (1773–1841)
⚭ 1842 Settimo Centamori († 1866)
- Sohn (*/† 1797)
- Christine-Egypta (1798–1847), Princess de Canino

⚭ 1818–1824 Graf Arvid Posse (1782–1826)
⚭ 1824 Lord Dudley Stuart (1803–1854)
In Marseille unterhielt Madame Christine Bonaparte ein freundschaftliches Verhältnis zu Désirée Clary, der späteren Frau von Jean-Baptiste Bernadotte, der damaligen Verlobten ihres Schwagers Napoléon Bonaparte. Doch sie misstraute jahrelang ihren beiden Schwägerinnen, Joséphine de Beauharnais und Caroline Bonaparte, mit denen sie eine bittere Rivalität verband. Madame Bonaparte starb am 4. Mai 1800 an den Folgen einer Lungenentzündung während ihrer fünften Schwangerschaft.

## Name in verschiedenen Lebensphasen
- 1773–1794 Mademoiselle Christine Boyer
- 1794–1800 Madame Christine Bonaparte